# بيتر والش (سياسي أسترالي)
بيتر والش (بالإنجليزية: Peter Walsh)‏ هو سياسي أسترالي، ولد في 9 يناير 1954 في أستراليا. حزبياً، نشط في الحزب الوطني الأسترالي - فيكتوريا ‏. وقد انتخب عضو الجمعية التشريعية فيكتوريا عن دائرة Electoral district of Murray Plains ‏ (29 نوفمبر 2014 – ) وانتخب عضو الجمعية التشريعية فيكتوريا عن دائرة Electoral district of Swan Hill ‏ (30 نوفمبر 2002 – 29 نوفمبر 2014).